# Port Lotniczy Gdańsk im. Lecha Wałęsy
Port Lotniczy Gdańsk im. Lecha Wałęsy (kod IATA: GDN, kod ICAO: EPGD) – międzynarodowy port lotniczy położony w gdańskiej dzielnicy Matarnia, pierwotnie nazywany Gdańsk Rębiechowo; położony 10 km od centrum Gdańska i Sopotu oraz 23 km od centrum Gdyni. Port położony jest nieopodal trójmiejskiej obwodnicy. W promieniu 100 km od niego mieszka ok. 2,5 mln osób. 
Liczba odprawianych pasażerów klasyfikuje Port lotniczy w Gdańsku jako port lotniczy regionalny główny i jest to obecnie 3. polski port lotniczy za warszawskim lotniskiem Chopina oraz krakowskimi Balicami.

## Historia

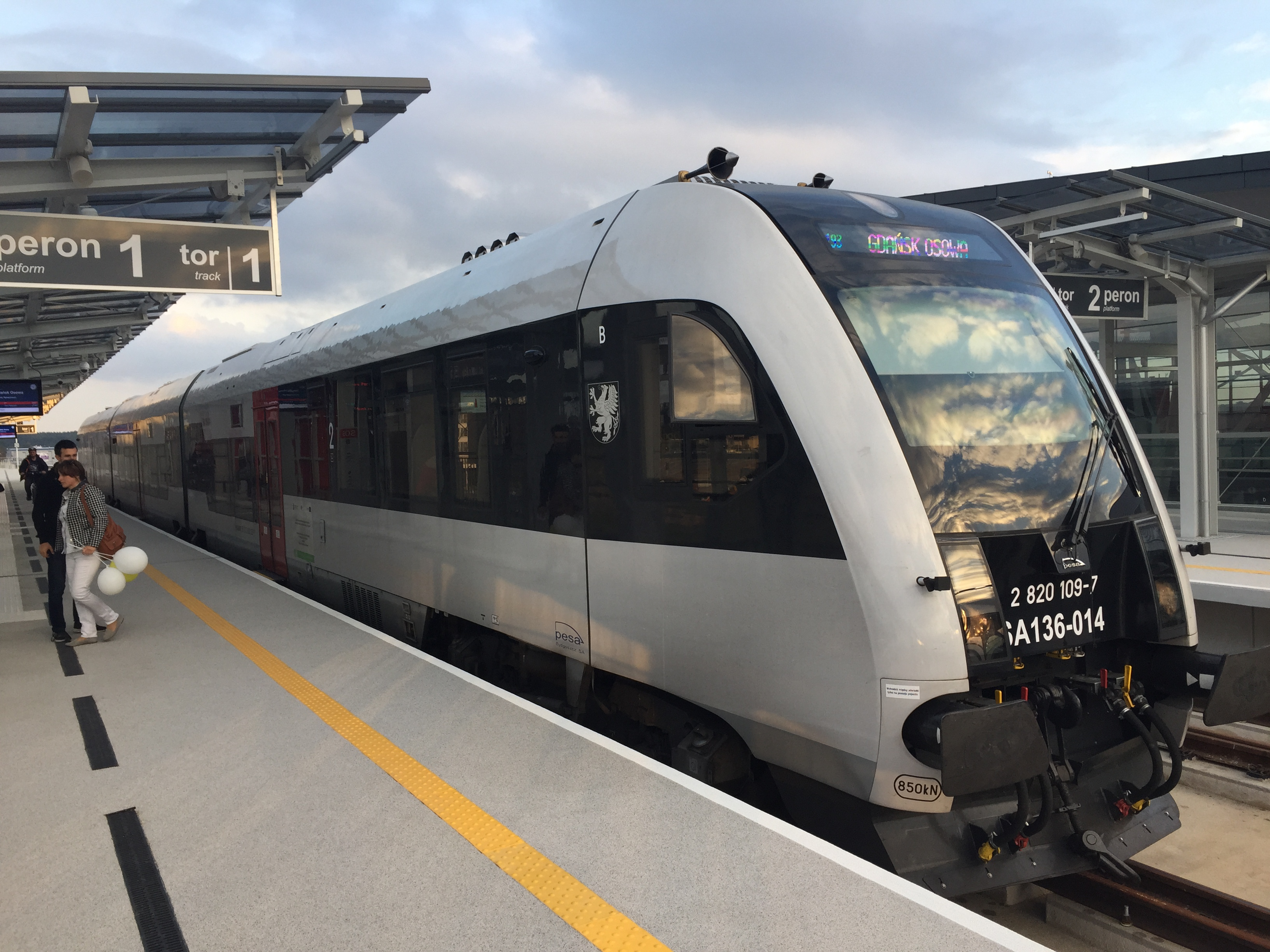
Pociąg SA136-014 Pomorskiej Kolei Metropolitarnej (PKM) na stacji Gdańsk Port Lotniczy

Gdańsk posiada cywilny port lotniczy od 1919. Pierwszy port powstał na bazie dotychczasowego lotniska wojskowego w Gdańsku-Wrzeszczu, w ówczesnej dzielnicy Danzig-Langfuhr. W okresie międzywojennym obsługiwał on połączenia m.in. z Berlinem, Insterburgiem, Elblągiem, Królewcem, Hamburgiem, Leningradem, Lwowem, Malborkiem, Moskwą, Olsztynem, Słupskiem, Szczecinem i Warszawą; po II wojnie światowej: z Bydgoszczą, Katowicami, Krakowem, Rzeszowem, Szczecinem, Warszawą i Wrocławiem.
W latach 1935–1939 swój port lotniczy miała również Gdynia (Lotnisko w Rumi). W czasie II wojny światowej pełnił on jedynie funkcje wojskowe; obecnie nie istnieje.
W latach 70 XX w. zdecydowano o wyprowadzeniu lotniska w Gdańsku-Wrzeszczu z obszaru otoczonego zabudową mieszkalną i wykorzystaniu odzyskanych terenów pod nowe osiedla mieszkaniowe (Gdańsk-Zaspa).
Prace budowlane przy budowie nowego lotniska rozpoczęto w grudniu 1971 roku. Na lotnisko wydzielono obszar 350 ha, w tym 38 ha lasu i terenów zieleni.
1 maja 1974 roku o godzinie 13 na pasie startowym nieotwartego jeszcze lotniska wylądował samolot kursowy z Wrocławia. Uroczyste otwarcie nowego portu lotniczego nastąpiło dzień później (2 maja 1974). Siedziby znalazły tam biura PLL LOT, administracja lotniska, komisariat Milicji Obywatelskiej, urząd celny, urząd pocztowy oraz placówka służby zdrowia.
Od 1993 gdański port jest spółką prawa handlowego, której właścicielami są głównie miejscowe władze samorządowe: województwo pomorskie (31,45%), Gdańsk (29,45%), Gdynia (1,14%), Sopot (0,35%) oraz Przedsiębiorstwo Państwowe „Porty Lotnicze” (37,61%). W 1997 oddano do użytku terminal T1.
W 2004 r. nadano mu imię dawnego przewodniczącego NSZZ Solidarność i Prezydenta Rzeczypospolitej Polskiej Lecha Wałęsy.
W 2006 zarząd lotniska w Gdańsku podpisał z władzami wojskowymi umowę o powierzeniu mu planowanych funkcji cywilnych na wojskowym lotnisku Gdynia-Oksywie we wsi Kosakowo.
19 października 2006 po raz pierwszy gdański port lotniczy osiągnął liczbę miliona pasażerów w ciągu jednego roku.
18 listopada 2010 po raz pierwszy gdański port lotniczy osiągnął liczbę 2 mln pasażerów w ciągu jednego roku.
31 marca 2012 został uroczyście oddany do użytku terminal drugi T2 (koszt budowy – prawie 248 mln zł, w tym dofinansowanie z UE – ponad 87 mln zł), a pierwsi pasażerowie zostali na nim odprawieni 6 kwietnia 2012. W pierwszym etapie budowy terminalu T2 powstał budynek o powierzchni około 39,5 tys. m². Terminal T1 od tamtej pory służył jako grupa 8 bramek dla ruchu Non-Schengen, a także jako tymczasowa hala przylotów do czasu budowy nowej w Terminalu T2.
W styczniu 2014 rozpoczął się drugi etap budowy, rozbudowa terminalu T2, zakończony we wrześniu 2015 roku. W rozbudowanym kosztem 150 mln zł terminalu otwarto nową strefę przylotów z pięcioma karuzelami do odbioru bagażu. Powierzchnia terminala dzięki inwestycji powiększyła się o 15 tys. m kw. Ogółem przepustowość portu wzrosła dzięki inwestycji z 5 do 7 mln pasażerów rocznie. Równocześnie oddano do użytku łącznik komunikacyjny do nowego przystanku kolejowego, nową pętlę autobusową, zmodernizowany układ drogowy.
1 września 2015 uruchomiono linię kolejową z Gdańska Wrzeszcza do Gdańska Osowy (Pomorska Kolej Metropolitalna), dzięki której port lotniczy jako piąty w Polsce (po Krakowie, Warszawie, Szczecinie-Goleniowie i Lublinie) uzyskał pasażerskie połączenie kolejowe.
21 marca 2016 r. w hali przylotów odsłonięto obraz Ostatnia wieczerza Macieja Świeszewskiego. Praca powstawała w latach 1995-2005. W roli apostołów zostali na nim umieszczeni ludzie kultury i sztuki związani z Gdańskiem m.in. pisarze Stefan Chwin oraz Paweł Huelle. 
Trwa rozbudowa portu lotniczego, w wyniku której przepustowość ma wzrosnąć do 9 mln pasażerów rocznie. 21 marca 2019 ogłoszono przetarg na rozbudowę terminala T2 o dodatkowy pirs przeznaczony dla obsługi ruchu non-Schengen, z czterema klatkami zewnętrznymi wyposażonymi w rękawy, dzięki którym zwiększona zostanie liczba jednocześnie obsługiwanych samolotów z tego kierunku (z 1 do 3). Do końca 2021 terminal zostanie wydłużony w kierunku zachodnim o 180 m na poziomie parteru i pierwszego piętra w części swojej 46-metrowej szerokości, co powiększy jego powierzchnię użytkową o 16 tys. m kw., do 53 tys. m kw. 16 maja 2019 okazało się, że każda ze złożonych 4 ofert przekroczyła plan finansowy założony na poziomie 177 mln zł netto. W kwotach brutto Budimex zaoferował blisko 383 mln zł i termin realizacji wynoszący 18 miesięcy, Hochtief – 344 mln zł i 18 miesięcy, Doraco – 375 mln zł i 22 miesiące, a spółka NDI 294 mln zł i 21 miesięcy. W tej sytuacji zarząd lotniska podjął decyzję o unieważnieniu przetargu. W kolejnym przetargu najniższą cenę realizacji zaoferowało Doraco (255 mln 229 tys. 228 zł netto), a Hochtief cenę 262 mln 993 tys. 137 zł netto. Z pierwszą z tych firm zarząd lotniska zawarł umowę 15 października 2019. Kamień węgielny wmurowano 5 czerwca 2020, a wiechę na nowej części budynku zawieszono już w początku grudnia 2020. 8 lutego 2022 pierwsi pasażerowie skorzystali z nowej strefy przylotów.
W 2019 port lotniczy uzyskał przychody w wysokości 200 mln zł oraz zysk netto w wysokości blisko 50 mln zł.
Przewiduje się, że w 2025 na lotnisku odprawionych zostanie 6,6 mln pasażerów.
Na północ od budynku terminala planowane jest powstanie zespołu siedmiu wielkopowierzchniowych budynków o przeznaczeniu biurowym (Alpha, Bravo, Charlie, Delta, Echo, Foxtrot, Golf, Hotel), tzw. Airport City. 24 października 2019 władze portu zawarły umowę z przedsiębiorstwem Hochtief na realizację pierwszego z biurowców. Koszt inwestycji to 66 mln zł netto. Kamień węgielny pod inwestycję wmurowano 29 czerwca 2020, w listopadzie tego roku zawieszono wiechę nad budynkiem Alpha, który 12 maja 2022 został oddany do użytku.
W listopadzie 2021 Polska Agencja Żeglugi Powietrznej podpisała umowę na rozbudowę kosztem 25 mln zł ośrodka kontroli ruchu lotniczego.

## Statystyki ruchu

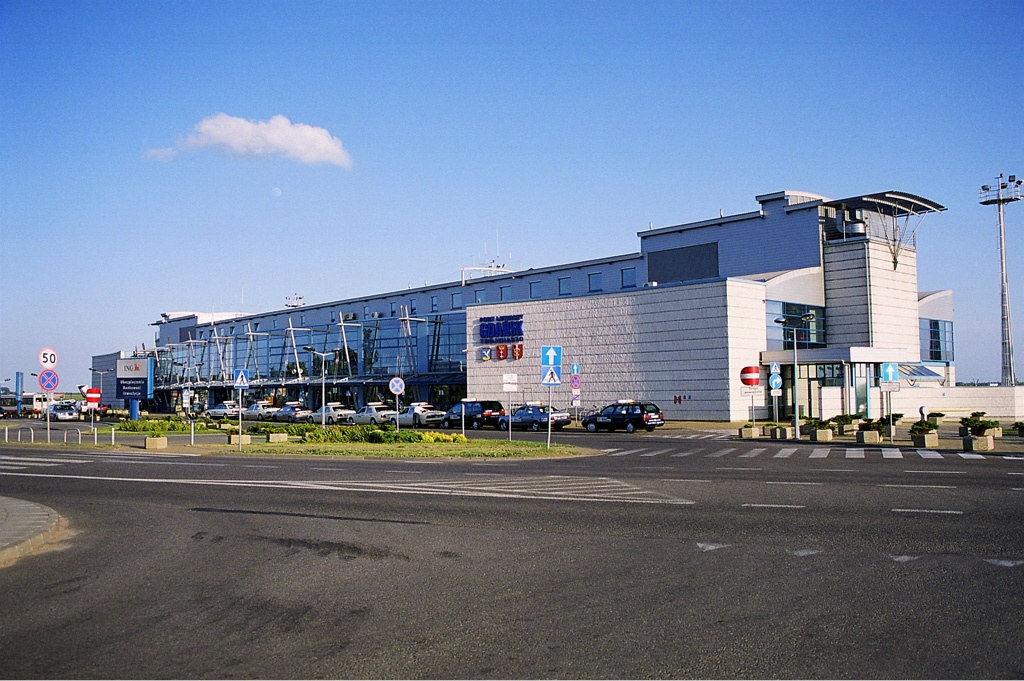
Terminal T1 z 1997 roku

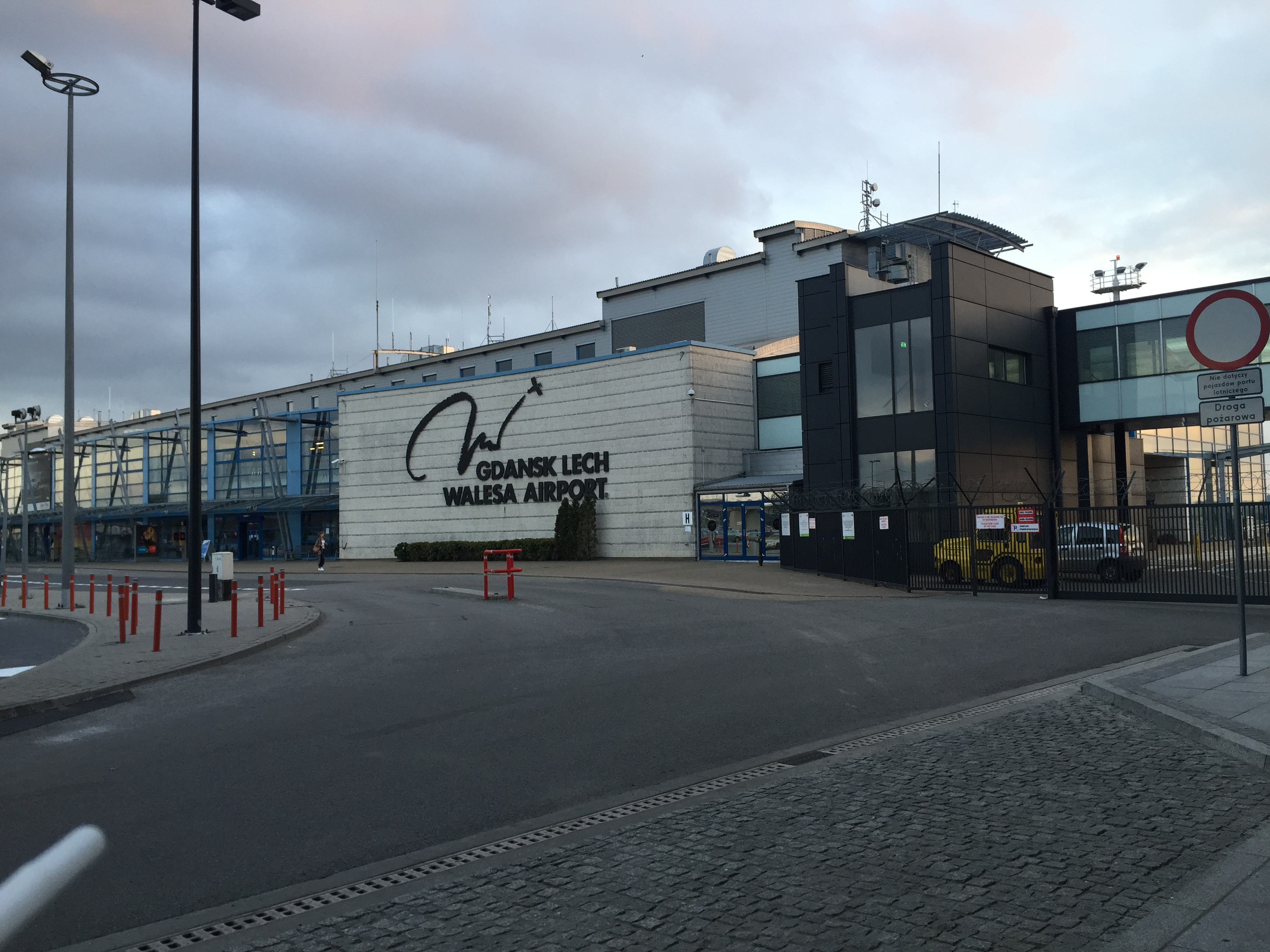
Terminal T1

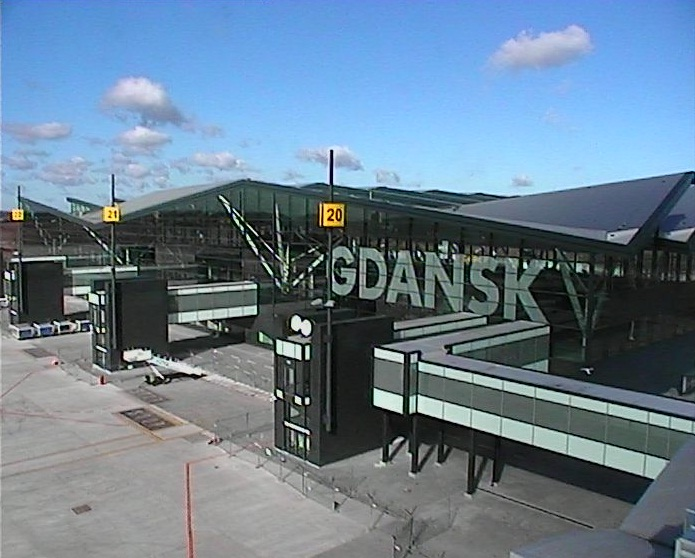
Nowy terminal pasażerski T2

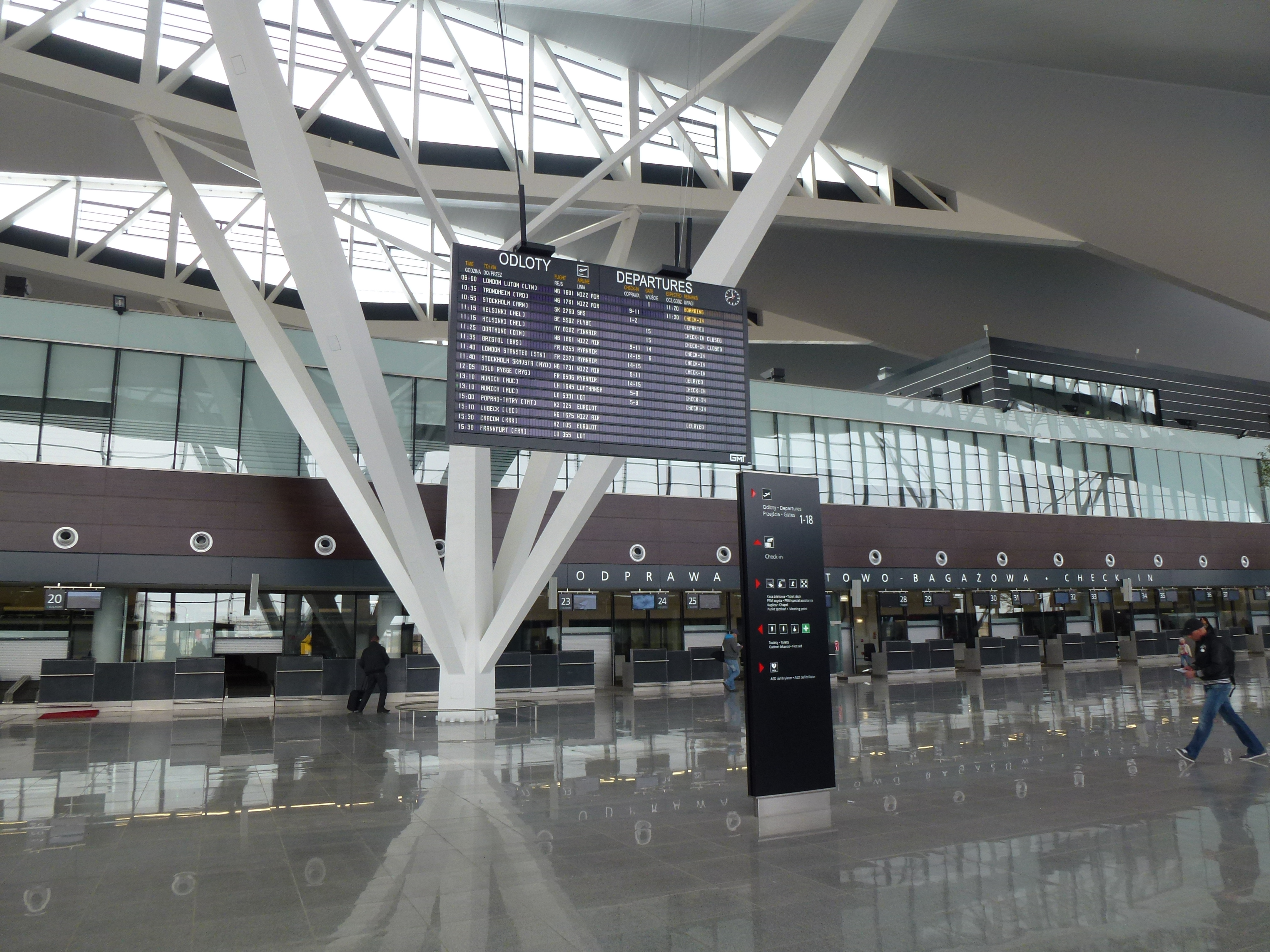
Terminal T2 – wnętrze

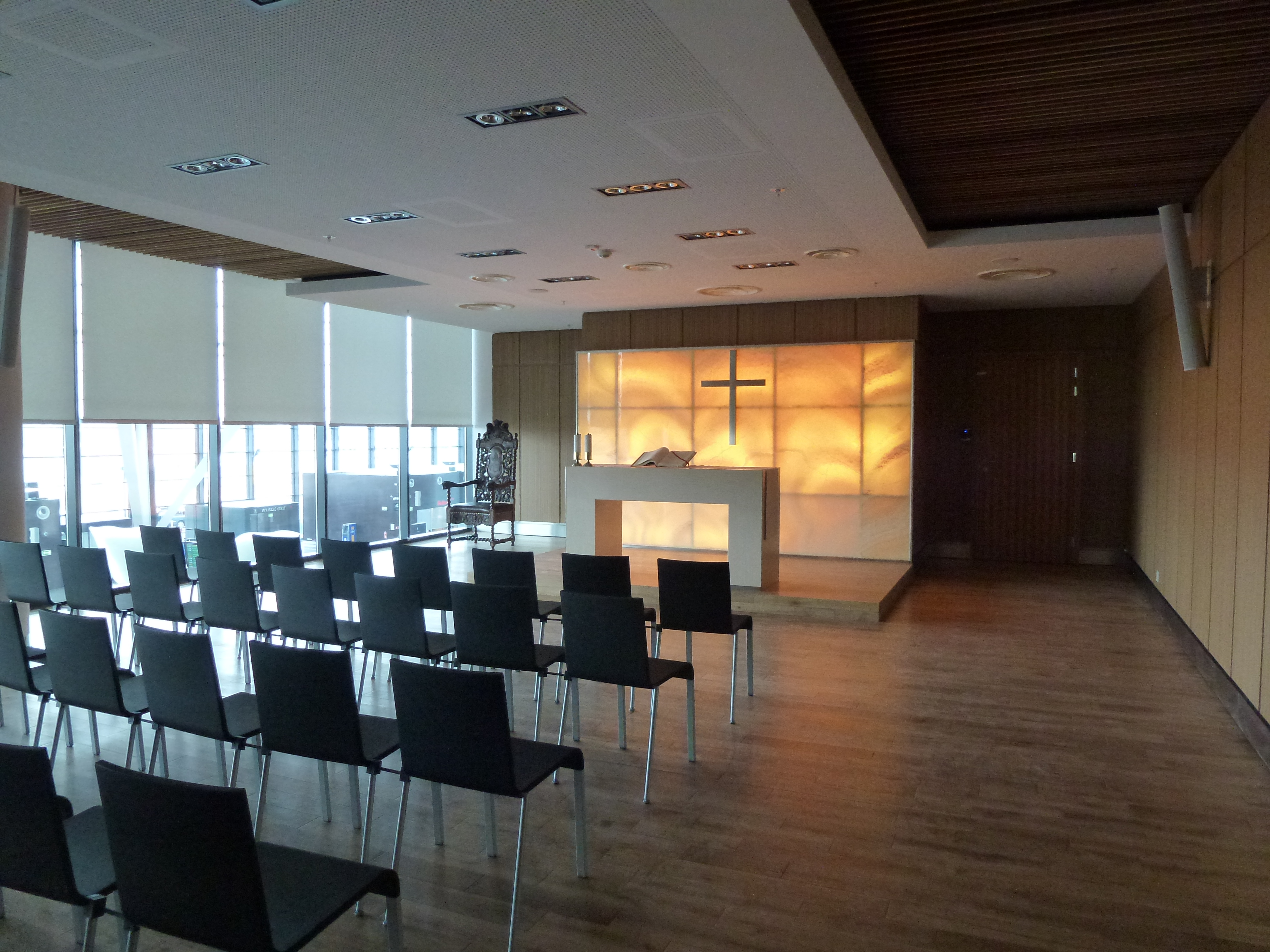
Kaplica

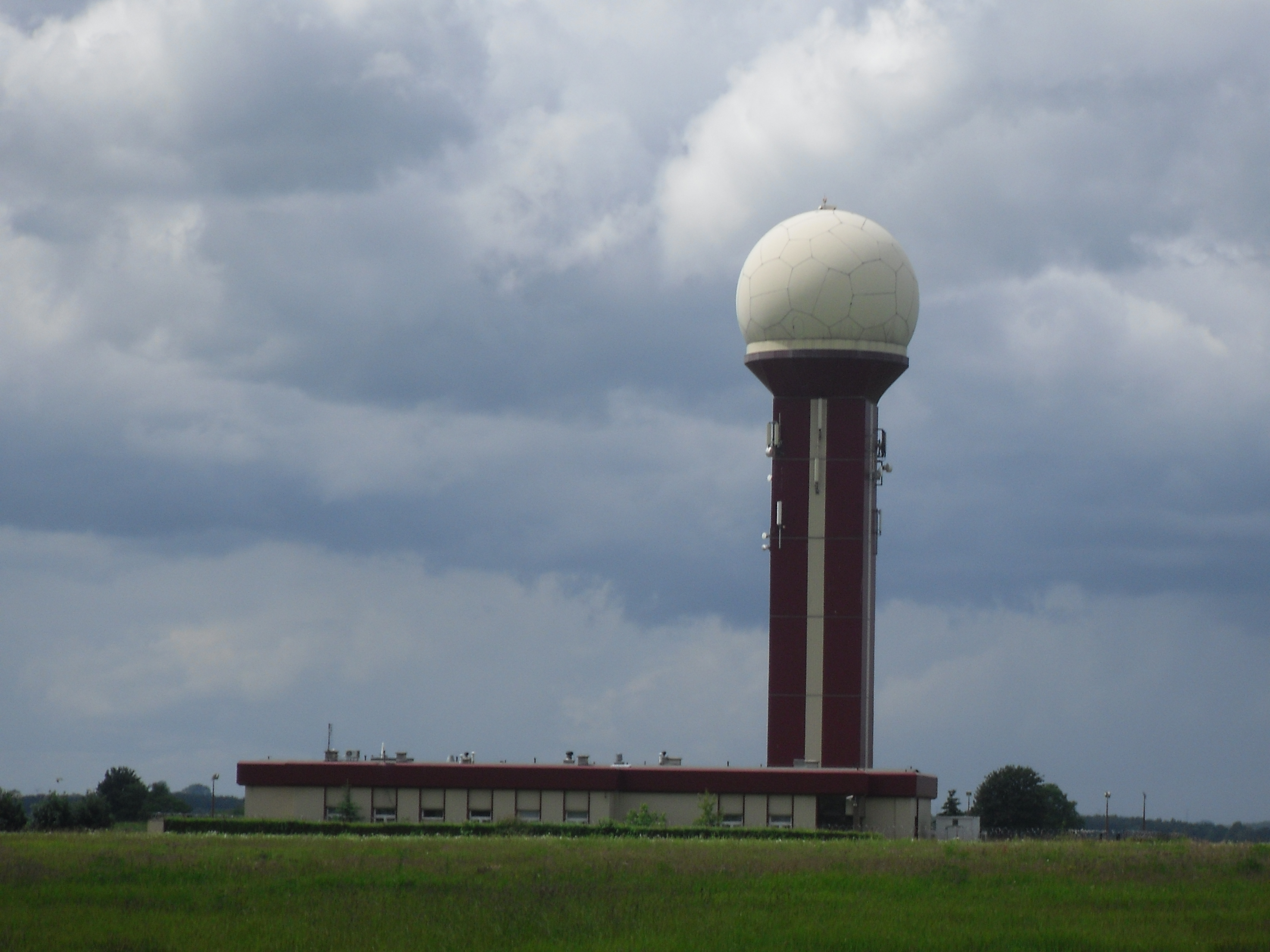
Radar PSR ASR-10SS Raytheon

Zobacz zapytanie i odniesienia źródłowe Wikidata o wartości.
| Rok           | Pasażerowie | Cargo (t) | Operacje lotnicze |
| ------------- | ----------- | --------- | ----------------- |
| 1999          | 249 913     | 1 472     | 10 512            |
| 2000          | 269 960     | 1 552     | 11 586            |
| 2001          | 319 174     | 1 953     | 14 052            |
| 2002          | 318 033     | 2 211     | 13 450            |
| 2003          | 365 036     | 2 686     | 14 346            |
| 2004          | 463 840     | 2 742     | 17 500            |
| 2005          | 677 946     | 3 433     | 19 000            |
| 2006          | 1 249 780   | 4 037     | 24 200            |
| 2007          | 1 708 739   | 4 757     | 28 200            |
| 2008          | 1 954 166   | 4 610     | 31 000            |
| 2009          | 1 890 925   | 4 067     | 30 000            |
| 2010          | 2 232 590   | 4 487     | 32 000            |
| 2011          | 2 463 222   | 4 944     | 34 400            |
| 2012          | 2 905 710   | 4 851     | 39 330            |
| 2013          | 2 842 000   | 4 918     | 42 041            |
| 2014          | 3 288 180   | 5 658     | 39 974            |
| 2015          | 3 706 108   | 5 162     | 40 261            |
| 2016          | 4 004 081   |           | 41 079            |
| 2017          | 4 611 714   |           | 43 422            |
| 2018          | 4 980 647   | 6 213     | 46 482            |
| 2019          | 5 376 120   | 6 887     | 48 882            |
| 2020          | 1 711 281   | 7 028     | 25 558            |
| 2021          | 2 154 563   | 9 171     | 29 298            |
| 2022          | 4 576 705   | 10 189    | 43 987            |
| 2023          | 5 907 280   | 11 482    | 49 511            |
| 2024          | 6 714 149   | 11 681    | 56 839            |
| 2025 (I - VI) | 3 336 120   | 5 364     | 27 836            |

### Najpopularniejsi przewoźnicy (2017)
|   | Przewoźnik                 | liczba pasażerów    |
| - | -------------------------- | ------------------- |
| 1 | Wizz Air                   | 2 037 832 pasażerów |
| 2 | Ryanair                    | 1 312 084 pasażerów |
| 3 | Polskie Linie Lotnicze LOT | 328 905 pasażerów   |
| 4 | Lufthansa                  | 246 301 pasażerów   |
| 5 | SAS                        | 219 827 pasażerów   |
| 6 | Norwegian                  | 86 668 pasażerów    |
| 7 | KLM Cityhopper             | 47 826 pasażerów    |

### Najpopularniejsi przewoźnicy (2021)
|   | Przewoźnik                 | liczba pasażerów  |
| - | -------------------------- | ----------------- |
| 1 | Wizz Air                   | 797 797 pasażerów |
| 2 | Ryanair                    | 702 598 pasażerów |
| 3 | Polskie Linie Lotnicze LOT | 138 057 pasażerów |
| 4 | KLM                        | 125 561 pasażerów |
| 5 | Lufthansa                  | 80 103 pasażerów  |
| 6 | SAS                        | 34 270 pasażerów  |
| 7 | Norwegian                  | 28 784 pasażerów  |

### Najpopularniejsze trasy (2016)
|   | Kierunek  | liczba pasażerów  |
| - | --------- | ----------------- |
| 1 | Londyn    | 486 864 pasażerów |
| 2 | Warszawa  | 443 418 pasażerów |
| 3 | Oslo      | 291 794 pasażerów |
| 4 | Sztokholm | 231 435 pasażerów |
| 5 | Monachium | 156 865 pasażerów |

### Najpopularniejsze trasy (2019)
|   | Kierunek  | liczba pasażerów      |
| - | --------- | --------------------- |
| 1 | Londyn    | 591 170 pasażerów (1) |
| 2 | Oslo      | 442 987 pasażerów (2) |
| 3 | Sztokholm | 289 985 pasażerów (3) |
| 4 | Warszawa  | 280 670 pasażerów (4) |
| 5 | Kopenhaga | 196 820 pasażerów (5) |

(w nawiasie – miejsce w rankingu za rok 2018)
Również w 2018 najpopularniejszymi kierunkami były Londyn, Oslo i Sztokholm, a z krajowych – Warszawa.

### Najpopularniejsze trasy (2021)
|   | Kierunek  | liczba pasażerów  |
| - | --------- | ----------------- |
| 1 | Oslo      | 152 758 pasażerów |
| 2 | Londyn    | 152 478 pasażerów |
| 3 | Amsterdam | 125 561 pasażerów |
| 4 | Sztokholm | 121 642 pasażerów |
| 5 | Kijów     | 62 667 pasażerów  |

## Ruch pasażerski
Obecnie port posiada około 95 połączeń rejsowych z portami w kraju i w Europie oraz stale rosnącą liczbę połączeń czarterowych.
W roku 2010 odprawiono 2 mln 232 tys. podróżnych, co stanowiło wzrost o 16,8% w stosunku do roku 2009. W zakresie przewozów cargo w 2010 na lotnisku przeładowano 4487 ton, co oznacza 11,7% wzrost w porównaniu do 2009 roku.
W roku 2011 odprawiono 2 mln 464 tys. podróżnych, czyli o 10% więcej w stosunku do roku 2010. W roku 2011 uruchomiono 21 nowych połączeń, oddano do użytku 6 strategicznych inwestycji.
Rok 2012 był rokiem szczególnym z powodu wielkiego wydarzenia sportowego, a także pojawienie się nowego przewoźnika na polskim rynku lotniczym. Tak duży wzrost był możliwy dzięki znacznie zwiększonemu oferowaniu na rynku krajowym, zarówno przez OLT Express, jak i LOT oraz Eurolot, a także utrzymaniu stabilnych wzrostów w ruchu międzynarodowym oraz czarterowym. W 2012 roku odprawionych zostało 2 mln 906 tys. pasażerów, co stanowi wzrost o 18% w stosunku do poprzedniego roku. Pasażerowie najczęściej podróżowali do Warszawy, Londynu (Luton, Stansted), Oslo, Monachium, Frankfurtu, Kopenhagi, Dortmundu, Sztokholmu (Arlanda, Skavsta) i Krakowa.
W 2019 roku z lotniska skorzystało 5 376 120 pasażerów (w 2018 – 4 980 647; w 2017 – 4 611 714). W 2018 roku operujące samoloty miały średnie obłożenie na poziomie 81,4 proc. (rekord w historii portu), a zysk netto portu lotniczego wyniósł 38,5 mln zł.
Pandemia COVID-19 spowodowała załamanie ruchu lotniczego wiosną 2020. Krajowy ruch lotniczy po kilku tygodniach przerwy wznowiono 1 czerwca, a międzynarodowy 16 czerwca. Dopiero na początku lipca w rozkładzie lotów pojawiła się większość połączeń realizowanych przed marcem 2020. W efekcie w czerwcu 2020 lotnisko w Gdańsku obsłużyło 18 tys. pasażerów, w lipcu 154 tys., w sierpniu ponad 233 tys., we wrześniu prawie 178 tys., a w październiku 117 733 pasażerów. W rezultacie w ciągu 2020 roku z portu skorzystało 1,7 mln pasażerów (spadek o 68,2 proc. w porównaniu do rekordowego 2019). W I kwartale 2021 spadek był jeszcze większy (o ponad 88% w porównaniu z 2020); w ciągu 3 miesięcy obsłużono zaledwie 105 095 pasażerów, a od stycznia do czerwca 2021 388 846 (-57,2%), w tym tylko w czerwcu 155 290 (dla porównania w maju 82 937 - spadek roczny o 72 353 osoby, a w kwietniu 45 524 - spadek o 109 766). Latem 2021 siatka połączeń obejmowała 89 portów lotniczych.
Epidemiczny rok 2021 lotnisko zamknęło liczbą 2 154 563 pasażerów (wzrost o 26 proc. względem roku 2020) i 29 298 operacji lotniczych (wzrost o 14,6 proc.). Rekompensaty rządowe z powodu ograniczenia ruchu lotniczego zmalały z 17,5 mln zł w 2020 do 3 mln zł w 2021.

## Bezpieczeństwo lotów
Nad każdym samolotem, który podchodzi do lądowania dla kierunku 29 (ze wschodu), od 28 stycznia 2021 czuwa system ILS kat. IIIB, wysokość (wysokość na jakiej załoga samolotu musi zobaczyć światła podejścia) względna decyzji do lądowania jest mniejsza niż 15 m (50 stóp), bądź bez wysokości względnej i zasięgu widzialności wzdłuż drogi startowej nie mniejszej niż 75 m.. Dla kierunku 11 (z zachodu) obowiązują systemy RNAV, RNAV/VNAV i LPV.

## Obsługa lotniska
Obsługą samolotów na lotnisku, w szczególności załadunkiem i rozładunkiem bagażu, wyważaniem samolotów, transportem pasażerów po płycie lotniska, wypychaniem i holowaniem oraz odladzaniem zajmują się dwie firmy, Welcome Airport Services Sp. z o.o. oraz LS Airport Services Sp. z o.o. Posiłki do samolotów dostarcza firma DO&CO Poland, zaś paliwo lotnicze – firma Petrolot. Port Lotniczy Gdańsk im. Lecha Wałęsy zawarł też umowy o dystrybucji paliwa lotniczego z Shell Polska i Totalfinaelf oraz Grupą Lotos z siedzibą w Gdańsku.

## Kierunki lotów i linie lotnicze

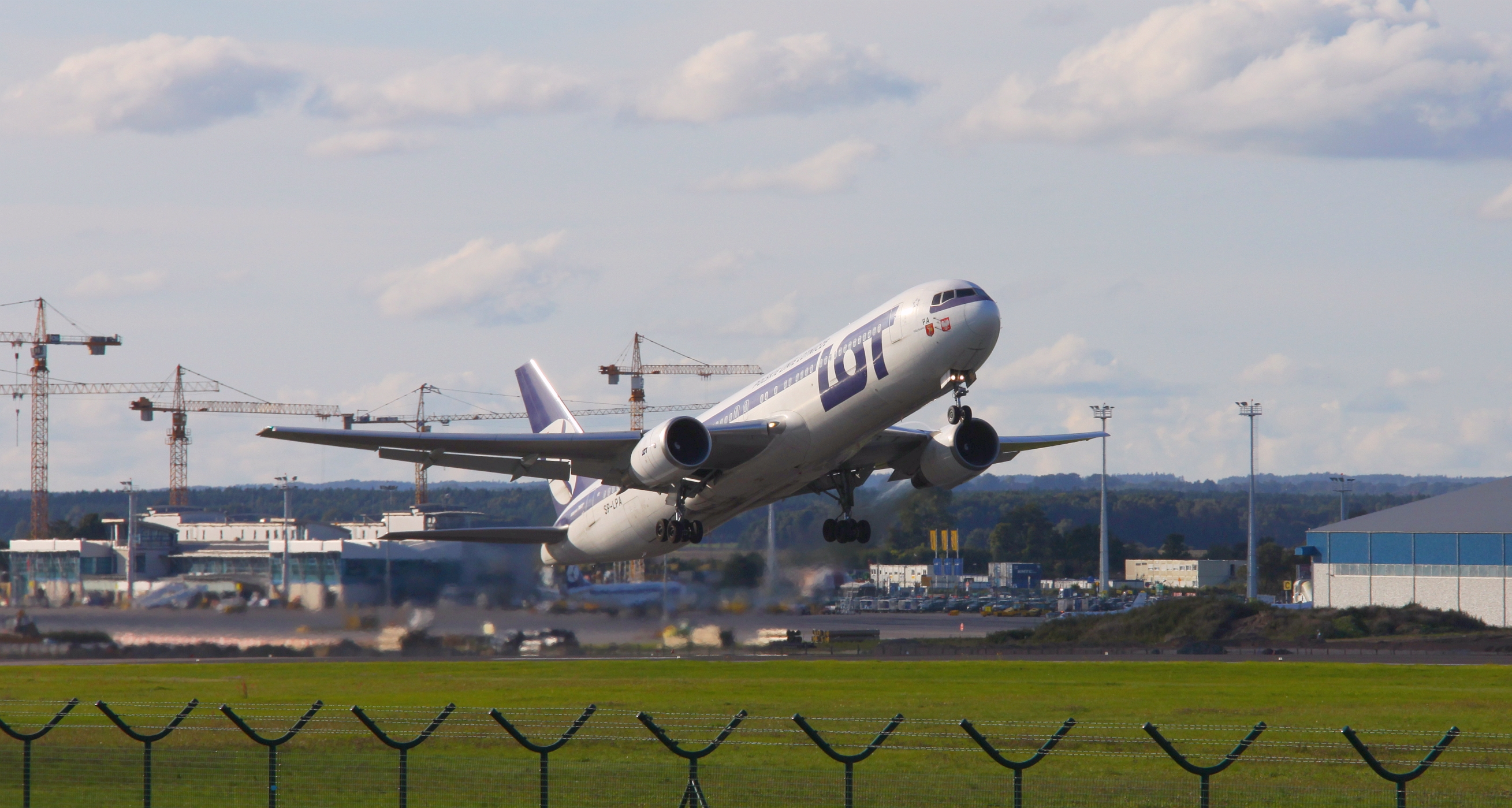
Boeing 767-35D – Polskich Linii Lotniczych LOT startujący z gdańskiego lotniska

Według stanu na czerwiec 2025 port lotniczy w Gdańsku obsługiwany był przez 11 linii lotniczych, które oferowały bezpośrednie połączenia do 74 portów lotniczych w 25 krajach:
| Linia lotnicza | Kierunek |
| -------------- | --- |
| Eurowings      | Sezonowo: 1. Düsseldorf |
| Finnair        | 1. Helsinki |
| Jet2.com       | Sezonowo: 1. Birmingham 2. Bristol 3. Manchester 4. Newcastle |
| KLM            | 1. Amsterdam |
| LOT            | 1. Stambuł-Havalimanı (od 14 stycznia 2026) 2. Warszawa-Chopin Sezonowo: 1. Rzeszów |
| Lufthansa      | 1. Frankfurt 2. Monachium |
| Norwegian      | 1. Bergen 2. Oslo-Gardermoen |
| Ryanair        | 1. Alicante 2. Barcelona 3. Belfast 4. Bratysława 5. Brindisi 6. Cork 7. Dublin 8. Edynburg 9. Göteborg 10. Hamburg 11. Kraków 12. Kopenhaga 13. Leeds/Bradford 14. Londyn-Stansted 15. Malaga 16. Malta 17. Manchester 18. Mediolan-Bergamo 19. Pafos 20. Paryż-Beauvais 21. Praga 22. Ryga 23. Rzym-Ciampino 24. Sandefjord-Torp 25. Skellefteå 26. Sztokholm-Arlanda 27. Wenecja-Treviso 28. Wrocław Sezonowo: 1. Aarhus 2. Bristol 3. Burgas 4. Chania 5. Korfu 6. Lublin 7. Neapol 8. Newcastle 9. Piza 10. Podgorica 11. Santorini 12. Växjö 13. Zadar                                                                                                   |
| SAS            | 1. Kopenhaga |
| SWISS          | Sezonowo: 1. Zurych |
| Wizz Air       | 1. Aberdeen 2. Ålesund 3. Alicante 4. Barcelona 5. Bergen 6. Billund 7. Budapeszt 8. Bukareszt-Otopeni (od 27 października) 9. Dortmund 10. Eindhoven 11. Madera 12. Göteborg 13. Hamburg 14. Haugesund 15. Katania (od 28 października) 16. Kopenhaga 17. Larnaka 18. Liverpool 19. Londyn-Luton 20. Madryt (od 28 października) 21. Malaga 22. Malmö 23. Mediolan-Malpensa 24. Oslo-Gardermoen 25. Paryż-Beauvais 26. Reykjavík-Keflavík 27. Rzym-Fiumicino 28. Sandefjord-Torp 29. Stavanger 30. Sztokholm-Arlanda 31. Teneryfa-Południe 32. Tromsø 33. Trondheim 34. Turku Sezonowo: 1. Burgas 2. Heraklion 3. Leeds/Bradford 4. Split 5. Tirana 6. Werona |

| Mapy kierunków lotów z portu lotniczego Gdańsk im. Lecha Wałęsy |
| --- |
| GdańskAberdeenAlesundAlicanteAmsterdamAarhusBarcelona-El PratBelfast-InternationalBergenBillundBirminghamBratysławaBrindisiBristolBudapesztBukareszt-OtopeniBurgasChaniaCorkDortmundDublinDüsseldorfEdynburgEindhovenFrankfurtGöteborgHamburgHaugesundHelsinkiHeraklionKataniaKopenhagaKorfuKrakówLarnakaLeeds/BradfordLiverpoolLondyn-LutonLondyn-StanstedLublinMadrytMalagaMalmöMaltaManchesterMediolan-BergamoMediolan-MalpensaMonachiumNeapolNewcastleOslo-GardermoenOslo-Sandefjord-TorpPafosParyż-BeauvaisPizaPodgoricaPragaReykjavík-KeflavíkRygaRzeszówRzym-CiampinoRzym-FiumicinoSantoriniSkellefteåSplitStavangerStambułSztokholm-ArlandaTiranaTromsøTrondheimTurkuVäxjö-SmalandWarszawa-ChopinWenecja-TrevisoWeronaWrocławZadarZurych Kierunki lotów regularnych |

### Cargo
| Linia lotnicza                                 | Kierunek                   |
| ---------------------------------------------- | -------------------------- |
| DHL Aviation                                   | 1. Lipsk/Halle 2. Tallinn  |
| Fedex (obsługiwane przez ASL Airlines Belgium) | 1. Katowice 2. Norymbergia |
| SprintAir                                      | 1. Berlin                  |
| Razem: 5 kierunków w 3 krajach                 |                            |

### Kierunki czarterowe
| Państwo                         | Kierunek |
| ------------------------------- | --- |
| Albania                         | 1. Tirana |
| Bułgaria                        | 1. Warna 2. Burgas |
| Chorwacja                       | 1. Dubrownik 2. Split 3. Zadar                                                                                           |
| Egipt                           | 1. Hurghada 2. Szarm El Szejk 3. Marsa Alam                                                                              |
| Grecja                          | 1. Chania 2. Heraklion 3. Korfu 4. Kos 5. Rodos 6. Thessaloniki 7. Zakynthos 8. Kefalinia 9. Korfu 10. Larnaka 11. Pafos |
| Hiszpania                       | 1. Barcelona-Girona 2. Fuerteventura 3. Teneryfa 4. Palma de Mallorca                                                    |
| Maroko                          | 1. Agadir |
| Portugalia                      | 1. Faro |
| Tunezja                         | 1. Enfidha 2. Monastyr                                                                                                   |
| Turcja                          | 1. Antalya 2. Bodrum 3. Dalaman 4. Izmir                                                                                 |
| Razem: 32 kierunki w 10 krajach | |

Wykaz linii czarterowych: 
- Smartwings
- Enter Air
- Pegasus Airlines
- Buzz
- Polskie Linie Lotnicze LOT
- Corendon Airlines
- Skyline Express
- Bulgarian Air Charter

## Dojazd
- Z przystanku kolejowego Gdańsk Port Lotniczy odjeżdżają pociągi kończące bieg w Gdyni Głównej, Gdańsku Wrzeszczu, Kartuzach, Kościerzynie, Pruszczu Gdańskim i Tczewie.
- Przystanek autobusowy dla czterech linii dziennych i jednej nocnej. Łączą z dzielnicami Gdańska, jedna z Sopotem.
- Przystanek linii dalekobieżnych (BUS) do Koszalina, Olsztyna, Białegostoku, Grudziądza, Torunia, Bydgoszczy.